# Міхейленій-Ной
Міхейленій-Ной (рум. Mihăilenii Noi) — село в Ришканському районі Молдови. Входить до складу комуни, адміністративним центром якої є село Васілеуць.
Більшість населення — українці. Згідно з даними перепису 2004 року — 192 особи (77 %).

## Населення

### Національність
Розподіл населення за національністю за даними перепису 2004 року:
| Мова             | Відсоток |
| ---------------- | -------- |
| українці         | 76,49 %  |
| молдовани/румуни | 21,16 %  |
| росіяни          | 1,59 %   |
| цигани           | 0,4 %    |